# NWA Anniversary Show
NWA Anniversary Show – jubileuszowa gala wrestlingu organizowana od 1998 do 2005 roku, a następnie w 2008 i 2018 roku, z okazji rocznicy założenia National Wrestling Alliance w 1948 roku.

## NWA 70th Anniversary Show
NWA 70th Anniversary Show to gala wrestlingu, która odbyła się 21 października 2018 roku na Tennessee State Fairgrounds Arena w Nashville, Tennessee. Była to pierwsza impreza produkowana bezpośrednio pod szyldem NWA od czasu, gdy Billy Corgan został nowym właścicielem organizacji w maju 2017 roku.
Wydarzenie zostało wyprodukowane wspólnie z Global Force Entertainment (GFW) i było transmitowane na żywo w telewizji FITE.
| Nr                                                                                    | Wyniki                                                                        | Stypulacje                                                                           |
| ------------------------------------------------------------------------------------- | ----------------------------------------------------------------------------- | ------------------------------------------------------------------------------------ |
| 1D                                                                                    | James Ellsworth pokonał Karima Brigante (wraz z Miss Monicą)                  | Singles match                                                                        |
| 2                                                                                     | Sam Shaw pokonał Colta Cabanę, Sammy'ego Guevarę oraz Scorpio Sky             | Four-way elimination match, 1 runda turnieju o NWA National Heavyweight Championship |
| 3                                                                                     | Barrett Brown pokonał Laredo Kida                                             | Singles match                                                                        |
| 4                                                                                     | Willie Mack pokonał Jaya Bradleya, Mike'a Parrowa i Ricky'ego Starksa         | Four-way elimination match, 1 runda turnieju o NWA National Heavyweight Championship |
| 5                                                                                     | Tim Storm pokonał Petera Avalona (wraz z Niko Marquezem)                      | Kiss my foot match                                                                   |
| 6                                                                                     | Jazz (c) pokonała Penelope Ford przez poddanie                                | Singles match o NWA World Women's Championship                                       |
| 7                                                                                     | Willie Mack pokonał Sama Shawa                                                | Finał turnieju o NWA National Heavyweight Championship                               |
| 8                                                                                     | Nick Aldis (wraz z Kamillą Kaine) pokonał Cody'ego (c) (wraz z Brandi Rhodes) | Two-out-of-three falls match o NWA World Heavyweight Championship                    |
| (c) – mistrz/mistrzyni przed walkąD – walka była dark matchem (nietransmitowana w TV) |                                                                               |                                                                                      |